# Erdőtarcsa
Erdőtarcsa é um município da Hungria, situado no condado de Nógrád. Tem 15,07 km² de área e sua população em 2015 foi estimada em 508 habitantes.